# C-1311

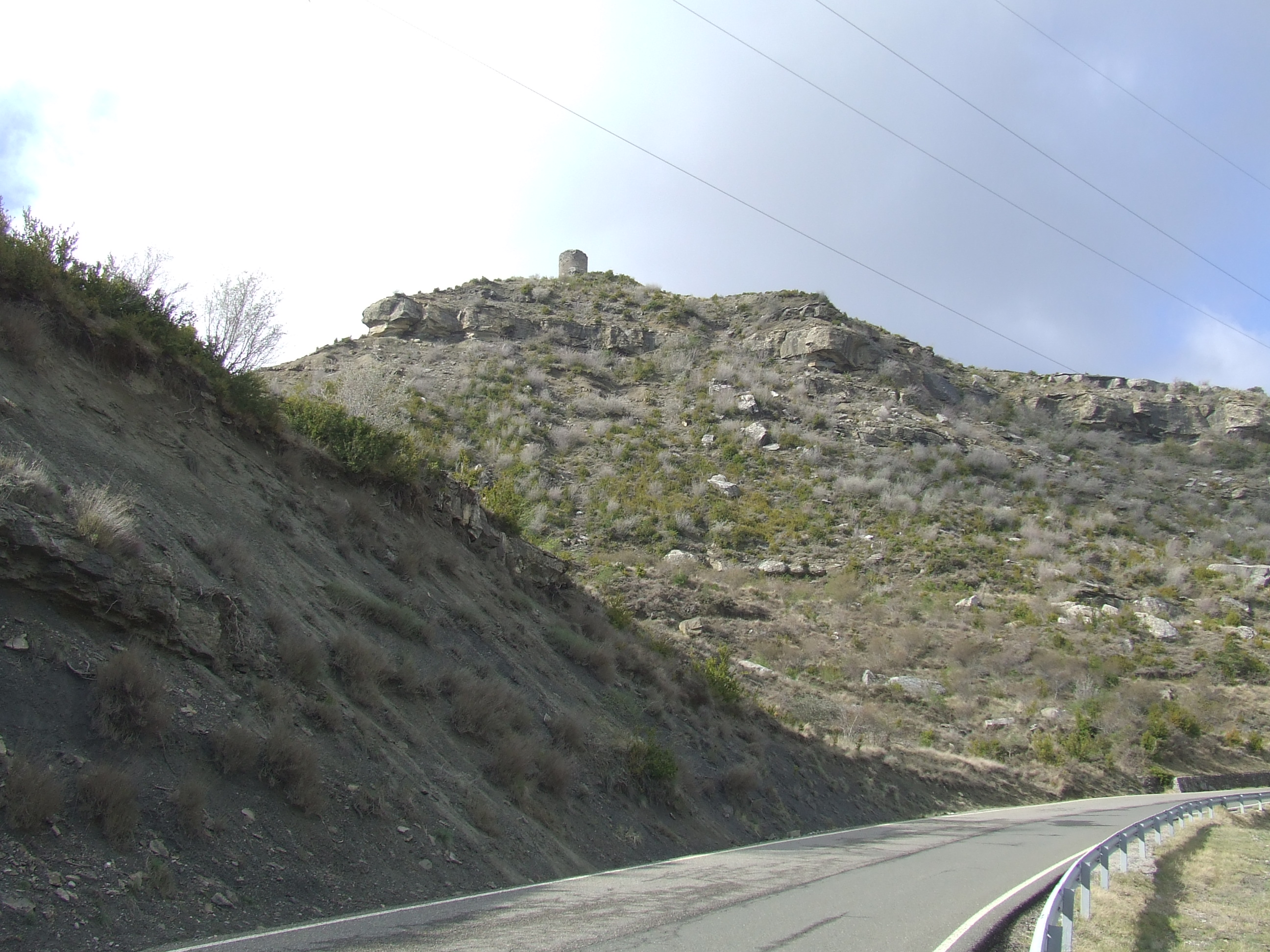
La C-1311, al seu pas per Montllobar

La C-1311 és una carretera comarcal que comença a l'N-230, en terme del Pont de Montanyana, a la comarca de la Ribagorça, i mena a la C-13, en terme de Tremp, capital de la comarca del Pallars Jussà. Té un recorregut de 26 quilòmetres.
Travessa els termes municipals del Pont de Montanyana i Tremp, però dins d'aquest darrer, passa per l'antic terme de Fígols de Tremp i per l'enclavat de Claret.
En els seus 26 quilòmetres de recorregut, s'enfila 456,7 metres en els seus 13 primers quilòmetres de recorregut, i en davalla 416,1 en els altres 13 quilòmetres finals.
Just a l'inici, travessa la Noguera Ribagorçana, i en la resta de recorregut amb prou feines travessa res més que les capçaleres de diversos torrents i llaus: el seu caràcter de carretera muntanya el fa enfilar-se per costers i seguir carenes, defugint les valls baixes dels torrents. Al quilòmetre 2 traspassa el barranc de Prullans, al 4,5 fa el tomb a la capçalera del barranc de la Solaneta, al 7,9, la del barranc de Sant Miquel, al 12,8, el barranc de Montllobar, al 17,2, al Pont del Rengaret, travessa el barranc del Torrent i al 23,2, el barranc de les Ametlles.